# اسپنسر (حوزه سرشماری)، ماساچوست
اسپنسر (به انگلیسی: Spencer) یک منطقهٔ مسکونی در ایالات متحده آمریکا است که در شهرستان ووستر، ماساچوست واقع شده‌است. اسپنسر ۵٫۷ کیلومتر مربع مساحت و ۵٬۷۰۰ نفر جمعیت دارد و ۲۶۱ متر بالاتر از سطح دریا واقع شده‌است.